# ماركوس ماركيز
ماركوس ماركيز (بالإسبانية: Marcos Márquez)‏ (23 يوليو 1977 في إسبانيا - ) هو لاعب كرة قدم إسباني في مركز الهجوم. لعب مع أتلتيكو مدريد ب وأتلتيكو مدريد ونادي سالامانكا ونادي سبتة ونادي قرطبة ونادي لاس بالماس ونادي ليغانيس ونادي ديبورتيفو أوتررا.

## وصلات خارجية
- ماركوس ماركيز على موقع قاعدة بيانات كرة القدم.إي يو (الإنجليزية)
- ماركوس ماركيز على موقع Soccerway.com (الإنجليزية)
- ماركوس ماركيز على موقع عالم كرة القدم.نت (الإنجليزية)